# Meckel-Divertikel-Szintigraphie
Die Meckel-Divertel-Szintigraphie ist ein diagnostisches Verfahren zur Lokalisierung von Meckel-Divertikeln, einer angeborenen Fehlbildung des Verdauungssystems. Diese Szintigraphie wird eingesetzt, um das Vorhandensein eines Meckel-Divertikels bei Patienten zu bestätigen oder auszuschließen, insbesondere wenn andere bildgebende Verfahren wie Ultraschall oder Computertomographie keine eindeutigen Ergebnisse liefern.

## Hintergrund
Das Meckel-Divertikel ist ein persistierender Geweberest, der sich im Dünndarm nahe der Verbindung zum Blinddarm befindet. Es handelt sich um eine angeborene Anomalie, die sich während der embryonalen Entwicklung des Verdauungssystems bildet. Das Divertikel besteht aus einer Schleimhautausstülpung, die mit Magen- oder Darmschleimhaut ausgekleidet sein kann. Obwohl die meisten Meckel-Divertikel asymptomatisch bleiben, können sie in einigen Fällen zu Komplikationen führen, wie zum Beispiel einer Entzündung (Divertikulitis), einem Geschwür oder einer Darmperforation.
Die Meckel-Divertel-Szintigraphie ist eine nuklearmedizinische Untersuchung, die auf der Anwendung eines radioaktiven Tracers basiert. Der Patient erhält eine intravenöse Injektion eines Radiopharmakons, das eine schwach radioaktive Substanz enthält. Diese Substanz wird im Körper absorbiert und gelangt in den Blutkreislauf. Bei einem Meckel-Divertikel wird der Tracer von den Zellen der Magen- oder Darmschleimhaut aufgenommen und kann so durch die Szintigraphie sichtbar gemacht werden.

## Durchführung
Die Meckel-Divertikel-Szintigraphie wird in der Regel in einer nuklearmedizinischen Abteilung durchgeführt. Zunächst wird dem Patienten das Radiopharmazeutikum intravenös verabreicht. Anschließend wird eine Bildgebung mit einer Gammakamera durchgeführt, um die Verteilung des Tracers im Körper zu erfassen. Die Aufnahmen werden über einen bestimmten Zeitraum wiederholt, um den zeitlichen Verlauf der Traceraufnahme zu beobachten.
Bei einer Meckel-Divertel-Szintigraphie ist es wichtig, dass der Patient nüchtern ist, um eine optimale Absorption des Tracers im Darm zu gewährleisten. In einigen Fällen kann auch eine Stimulationsmethode angewendet werden, bei der dem Patienten eine schwache Säure, wie zum Beispiel Zitronensäure, verabreicht wird, um die Magensekretion zu stimulieren und die Aufnahme des Tracers im Meckel-Divertikel zu verbessern.
Das verwendete Radiopharmakon ist in der Regel Tc-99m Pertechnetat. Alternativ können Erythrozyten radioaktiv markiert werden. Die Untersuchung dauert 30–60 Minuten.

## Auswertung
Die Interpretation der Meckel-Divertel-Szintigraphie erfolgt durch erfahrene Nuklearmediziner. Ein positiver Befund zeigt eine erhöhte Traceraufnahme an der Stelle des Meckel-Divertikels. Dies bestätigt das Vorhandensein des Divertikels und ermöglicht es den Ärzten, weitere Behandlungsoptionen zu planen. Ein negativer Befund schließt das Vorhandensein eines Meckel-Divertikels nicht eindeutig aus, da es Fälle geben kann, in denen das Divertikel den Tracer nicht aufnimmt oder die Aufnahme sehr gering ist.

## Anwendung und Grenzen
Die Meckel-Divertel-Szintigraphie ist ein wertvolles diagnostisches Verfahren zur Identifizierung von Meckel-Divertikeln, insbesondere bei Patienten, bei denen andere bildgebende Verfahren keine eindeutigen Ergebnisse liefern. Es ist eine sichere und nicht-invasive Methode, die in der Regel gut vertragen wird.
Es ist jedoch wichtig zu beachten, dass die Meckel-Divertel-Szintigraphie auch einige Einschränkungen hat. Bei Patienten mit gastrointestinalen Blutungen kann der Tracer fälschlicherweise in den Darm gelangen und ein falsch positives Ergebnis liefern. Darüber hinaus kann die Methode bei kleinen oder inaktiven Divertikeln weniger empfindlich sein. In solchen Fällen können zusätzliche bildgebende Verfahren oder eine diagnostische Laparoskopie erforderlich sein, um das Divertikel zu lokalisieren.